# Ели Байол
Ели Байол (на френски: Élie Bayol) е бивш пилот от Формула 1.
Роден на 23 февруари 1914 година в Марсилия, Франция.

## Формула 1
Ели Байол прави своя дебют във Формула 1 в Голямата награда на Италия през 1952 година. В световния шампионат записва 8 състезания и спечелва две точки. Състезава се за отборите на О.С.К.А. и Гордини.